# North Cleveland
North Cleveland – miasto w Stanach Zjednoczonych, w stanie Teksas, w hrabstwie Liberty.